# Río Salado (vattendrag i Spanien, Andalusien, Provincia de Cádiz, lat 36,63, long -6,31)
Río Salado är ett vattendrag i Spanien.   Det ligger i provinsen Provincia de Cádiz och regionen Andalusien, i den sydvästra delen av landet, 500 km sydväst om huvudstaden Madrid.